# Taška na notebook
Taška na notebook je plochá taška, která je ušitá z polyesteru, textilu nebo neoprenu. Slouží primárně k uložení a přenášení notebooku. Tašky se dnes vyrábějí v mnoha velikostech - od malých kolem 8 palců až do prostorných kolem 20 palců. Přizpůsobují se tak velikostem notebooků.
Taška na notebook je charakteristická silným vnitřním polstrováním, které poskytuje notebooku ochranu před případným poškozením. Taška je dále vybavena uchem - držadlem, které slouží ke snadnému uchopení do ruky. Mnohdy je součástí její výbavy také pevný nebo odepínací ramenní popruh. Uvnitř může být taška rozdělena na několik přihrádek. Časté je také použití jedné velké vnitřní kapsy a několika menších kapes po obvodu.

## Vlastnosti materiálu
Jelikož je taška primárně určena k přenášení elektroniky, je při jejím výběru důležité dbát na kvalitu použitého materiálu. Ten by měl být nejen savý a prodyšný, ale také voděodolný. Zajímavou volbou jsou v tomto ohledu syntetická vlákna nebo neopren, který pro své izolační schopnosti využívají například i potápěči.

## Provedení tašky na notebook
Rozlišují se tašky na notebook v dámském a v pánském provedení. Dámské tašky více podléhají módním trendům. Zvýrazňují je různé pestré vzory a motivy. Pánské tašky na notebook jsou spíše praktické, běžně dostupné v konzervativním, jednodušším designu a v tmavých barvách.
Mezi oblíbené a vyhledávané alternativní produkty patří různá pouzdra a obaly na notebooky, která jsou určena k přenášení do ruky, nebo k uložení do tašky, brašny či batohu.